# 日本國志
《日本國志》是中國近代外交家黃遵憲的重要著作，中國第一部全面系統研究日本歷史與第一部有系統地記述外國當代史的著作，特別是明治維新以來歷史的專著，於清光緒十三年（1887年）正式出版。
黃遵憲任擔駐日參贊的4年間，與日本朝野人士有多方面接觸，對日本的風俗民情、歷史與現實等方面進行了全方面性的系統考察，他試圖透過此書將日本政府的明治維新介紹到中國，希望由日本變法圖強的經驗，指導中國國內的政治改革，實現中國富國強兵的目標。
全書總共40卷，分國統、鄰交、天文、地理、職官、食貨、兵志、刑法、學術、禮俗、物產及工藝等12志，共50餘萬字，黃遵憲用志書的形式記載了明治維新時期的日本，也對於明治維新以後對日本政治、經濟、軍事、文化及教育等根本性的變化作出了總結，繼承了自魏源《海國圖志》以來的愛國史學思潮。
《日本國志》付梓完成後，黃遵憲將此書送給李鴻章和張之洞等人，得到高度讚賞，認為是中國駐日外交官和旅日人士必讀之書。光緒帝在百日維新中頒布的各種制度上諭中，不少重要改革措施來自於該書。
清朝末年大臣袁昶閱讀該書後表示：「此書早布，可省銀二萬萬兩。」意思是如果早點讀到此書，知道日本的情況，中國就不會在甲午戰爭中慘敗，也就不會賠上二億兩，臺灣也不會割讓給日本。
梁啟超撰墓誌銘云：「所成之日本國志四十卷，當吾國二十年以前，羣未知日本之可畏，而先生此書則已言日本維新之效，成則且霸，而首先受其衝者為中國，及後先生之言盡驗，人服其先見。」

## 外部連結
- 「先見」何以成「馬後砲」 Archive.today的存檔，存档日期2014-12-20，《新华每日电讯》